# 新星号事件
新星号事件，又称“新星”号货轮沉没事件，中国“新星”号货轮因与收货方产生货损纠纷后，未办理离港手续擅自离港，2009年2月13日被俄国边防巡逻船在公海炮击拦截后返航，2月15日因货仓漏水、船体倾斜弃船，16名船员中的8名因此失踪遇难，遇难船员中7名为中国籍，1名为印尼籍。

## 事件背景

### “新星”号货轮
“新星”号货轮于2005年由浙江通宇船务有限公司（以下简称通宇船务）委托位于浙江省乐清市七里港镇的七里港船厂建造，当时船价2000万元。该船于2005年7月24日上水，2005年8月20日建成，2005年9月30日第一航次出港。该船最初名为“银达8”号，后更名为“鑫通宇108”号。“鑫通宇108”号轮曾在中国大陆注册，资料显示其船舶总吨为2974，净吨为1791，载重吨为5300；主机功率1765kw；船舶长度98米，型宽15.80米。其注册所有人为通宇船务公司，但根据事件发生后的相关报道，该船仅是在该公司旗下挂靠，但并无产权关系，通宇船务一位负责人在接受采访时表示“新星”轮很可能只是通宇船务副总经理张公瑾与他人合伙所有。
2006年8月18日，该船由吉瑞祥（香港）船务有限公司（以下简称吉瑞祥）以光租的方式从通宇船务公司租赁经营。为了经营方便，吉瑞祥将原船名“鑫通宇108”改为“NEW STAR”（新星号）。该船起初注册为伯利兹籍，2008年7月29日在塞拉利昂注册，悬挂塞拉利昂方便旗，注册母港为弗里敦。根据国际海事组织（IMO）的注册资料显示，该船的运营者为广州明洋船务有限公司（以下简称明洋船务）。但明洋船务在事件发生后向媒体澄清自身为内河船运公司，该船实际并非其所有，张公瑾也向媒体承认了这一点。
事件发生时，该船由吉瑞祥公司期租给在马绍尔群岛注册的上海的一家海运公司CIISC公司，租金为每天4000美元。船上共有16名船员，均为吉瑞祥公司招募，其中中国籍船员10名，印度尼西亚籍船员6名。10名中国籍船员中1名来自黑龙江省，其余9人来自山东省的日照、烟台、济宁和威海等地。有报道称水手长是船东的亲戚；船长纳兹维拉·阿迪（Nazvira Adi）为印尼籍，已年满60岁，从事海上工作达35年。

### 俄边防巡逻艇
负责拦截“新星”号的俄罗斯边防巡逻艇的型号为745型大型武装拖船，具备拖曳、消防、拯救、电子侦察、边防巡逻等功能，并具有一定的中远海域作业能力。该型号武装拖船船头有一座双联装三十毫米全自动的AK-230机关炮，并携带有步机枪等轻武器。AK-230机关炮炮重1.8吨，弹箱容量500发。俄方共派出3艘舰艇追击“新星”号，其中“玛尼契朱尔”号武装拖船（патрульное судно «Маньчжур»，直译为“满洲”号巡逻艇）是从符拉沃斯托克出发，船长是瓦苏尔-米洛诺夫中校；另外两艘巡逻艇则是从纳霍德卡出航，其中一艘为“滨海”号（пограничный сторожевой корабль «Приморье»，直译为“皮里莫尔耶”号边防舰）。“滨海”号为雅罗斯拉夫尔造船厂建造，于1979年1月服役，母港设在纳霍德卡港。

### 相关法律及国际法规定
根据《联合国海洋法公约》，任何国家的船舶具有不受阻碍的无害通过他国领海的权利；沿海国不应为对通过领海的外国船舶上某人行使民事管辖权的目的而停止其航行或改变其航向；沿海国不得为任何民事诉讼的目的而对船舶从事执行或加以逮捕；沿海国主管当局有充分理由认为外国船舶违反该国法律和规章时，可对该外国船舶进行紧追；但紧追必须是被追逐的船舶仍处在追逐国的内水、群岛水域、领海或毗连区时且只有在外国船舶视听所及的距离内发出视觉的停驶信号后，才可开始。
根据俄罗斯出入境管理法的规定，外国船只离开港口应经海关、边防和港务局的许可，并办理相关手续。“新星”号在没有办理相关手续的情况下驶离纳霍德卡港口，违反了俄罗斯有关出入境管理、国家安全等方面的立法规定。对于俄罗斯而言，“新星”号货轮及船员属于外国自然人和法人，根据国际私法上的国民待遇、对等和互惠原则，享有一定的民事权利，并承担相应的义务。在俄罗斯联邦境内，外国人应遵守俄罗斯的法律，如有违反，俄罗斯享有司法管辖权。

## 事件经过

### 运输纠纷
2009年的1月3日，“新星”号从泰国曼谷装载4990吨左右袋装大米后起航，目的地为俄罗斯纳霍德卡港。大米商以总重4978吨的标准向租船人支付运费，每吨30美元，运费总额为14.934万美元。该船于1月29日到达俄罗斯纳霍德卡港，整个航程为26天，加上装卸货时间的租船费，以及整个航程燃油费、海运代理费、港口使用费等，此次货运已注定亏损。
俄方收货人为新西伯利亚有限责任公司，卸货至船上剩余约150吨货物时，收货人发现有大米受海水浸渍变质，遂以大米运损为由暂停卸货，并以400吨大米在运输途中受潮为由提出980美元/吨的索赔，随后将该轮滞留在泊位上。吉瑞祥随后向投保的保赔保险协会（P&I）上报此事，保赔协会介入处理。2月8日，俄方收货公司向滨海边疆区仲裁法院起诉，要求承运人赔偿损失123.66万卢布（折合34.7万美元），并对“新星”号货船提出诉前保全请求。2月10日，滨海边疆区仲裁法院作出裁决，以原告方不能提交相关证明及提供反担保为由，驳回其对船舶的诉前保全请求。
2月11日，在航运公司和保赔协会的多次交涉下，俄方收货人终于安排继续卸货，并于2月11日晚完成剩余150吨大米的卸货。由俄罗斯收货人为航运公司指定的海运代理Oleg在卸完船后并未为“新星”号办理离港手续，“新星”号因此被迫在纳霍德卡港抛锚等待。按照惯例，相关货损赔偿将由保赔协会担保，收货人应该在完成卸货后让“新星”号离港，以免影响航运公司的其他运输业务。吉瑞祥随后质疑代理和收货人勾结，以大米质量为由勒索船主，Oleg则拒绝回应吉瑞祥的质疑。期间，俄方收货人第二次提出扣船申请，法院在2月13日第二次予以驳回，但吉瑞祥在法院做出这一决定前已擅自离港，以期可以在2月17日前赶回中国天津港开始下一笔运输，避免因不能按时接货而违约。

### 擅自离港与武装拦截
2月12日深夜23点30分，“新星”号船长在多方努力要求办理清关未果后，按照期租人要求，在未办理清关和离港手续的情况下，擅自从纳霍德卡港起航驶向公海。俄港务部门立即向“新星”号喊话，要求“新星”号停船，并返回港口。“新星”号拒绝停船后，港务部门于2月13日凌晨2时20分将“新星”号违反俄相关边境法律的情况通报给了俄边防军。随后，俄罗斯边防军因“新星”号货船没有办理手续擅自离港，派出边防巡逻船前往追击拦截。根据“玛尼契朱尔”号船长米络诺夫中校称，他在2月12号深夜接到紧急出航任务，备航30分钟后从符拉沃斯托克码头出发，拦截的目标是纳霍德卡海面约30海里的一艘外籍货轮。俄国边防巡逻船在追击过程中，俄边防军曾通过无线电、闪光信号、旗语以及开枪警告等方式，多次向“新星”号船长要求其停船，并警告将有可能对其使用武器。尤其是4点至9点期间，“玛尼契朱尔”号在距离“新星”号仅3-8链长的位置追击，持续要求其停船。据获救船员称，凌晨4点左右，他们已经可以看到追来的俄方巡逻舰，俄舰发出信号弹。据获救船员称，船长考虑到已经到公海区域，判定俄军不可能对商船开火，且担心被捕后果而未停船。因此，“新星”号未对俄军的警告做出反应，仍继续驶离。据获救中国船员回忆，俄舰开火的地点在据纳霍德卡港100海里以外，据米洛诺夫中校称，“玛尼契朱尔”号在离纳霍德卡东南80海里处发现正向外驶去的“新星”号货轮。8时整，“滨海”号边境护航舰驶近“新星”号，也开始发出停止信号。10点10分，“滨海”号在离“新星”号500米处向货船开枪警告，但船长继续前行，船员对此也没有任何反应。经俄罗斯联邦安全局同意，“滨海”号于10点51分向“新星”号首部和尾部开火，用重机枪和火炮不断射击，时间持续大约两个多小时，造成船体剧烈晃动，船上多次被子弹击中。货轮依旧没有停止而是继续前行。在开火无法拦截“新星”号的情况下，俄边防军追击巡逻舰向俄外交部驻符拉迪沃斯托克外事办，朝鲜和日本海事部门通告了“新星”号事件。16时15分到17点30分，俄军巡逻船再次射击“新星”号螺旋桨舵组。最终“新星”号船长在18时许决定返航，随后在俄边防舰“海岸”号的押送下返航。据媒體报道，俄罗斯海岸警卫队共向货轮发射了500多枚炮弹。根据俄罗斯执法机关公布的调查材料，获救船员称在追踪过程中曾请求船长执行俄罗斯边防舰艇的停船要求，但始终与船东保持通讯联系的船长拒绝停船，船东强迫其继续航行。

### 沉没与救援
返航之初，“新星”号船长向俄方表示该船正在返回纳霍德卡港，船员无一受伤，不需要帮助。2月14日早上8点，有“新星”号船员发现货舱进水。16点左右时，船的倾斜度已达到15度。2月15日凌晨1点左右，因船舶有沉没危险，船员们已收拾好东西准备撤离，“新星”号船长开始向俄“海岸”号求救，要求他们靠近“新星”号接走船员，但遭到拒绝。凌晨3点06分，船长向期租人报告船舱大量进水，情况十分严重，要求联系代理安排拖轮。随后“新星”号与期租人失去联系。3时40分，“新星”号船长报告称，由于主机和舵机故障，该船在距离纳霍德卡港65海里处漂流。7点55分，船长发出SOS求救信号，并下令弃船，疏散船员。但在他们准备弃船放艇时发现救生艇全部因被枪炮击中已无法使用，不得已选择使用充气救生筏逃生。第一个救生筏被从右舷放下后，船长等人首先帮助7名中国籍船员和1名印尼籍船员上筏；然后，包括船长等5名印尼船员和3名中国船员的剩余8人到左舷放下第二个救生筏。船员们使用救生筏离开“新星”号的时间为8点20分左右。根据滨海边疆区交通运输检察长助理奥库涅为奇称，失事海域当时正遇风暴，风速达到每秒28米，海浪高度为67米。第一个救生筏没有安装防水的帆布，很快便进水，因天气恶劣所以难以施救。9时40分，第二个救生筏上的人员被俄军一艘巡逻船救起。期间，中国海上搜救中心曾向吉瑞祥船务公司核实“新星”号是否发过SOS求救信号。
2月15日16点40分，俄罗斯海事中心救援船“青金石”号赶到出事地点，此时中方货轮已经不见踪影。17点30分左右，“青金石”号赶到救生艇跟前，发现上面仅有5具海员尸体，但因风浪太大未能将死者遗体打捞上来。根据俄方人员称，另外3名船员此前曾跳水企图游到军舰上但被海水卷走，可能因海水太冷被冻死了。据后来获救的中国船员回忆，第一个救生筏距离另一艘俄国军舰仅有大约10到20米的距离，且当时海上风浪并不大，俄舰放下软梯或者扔下绳子都能救起筏上的人，原以为会被先救起的；但他们却在获救后得知另外一个救生筏上的8个人全部遇难了。按照奥库涅为奇的说法，当时海水温度不超过摄氏2度，一般正常人在这种低温海水里超过45分钟就会被冻死，而且船员没有穿能保暖的潜水衣。根据获救船员称，他们因穿潜水衣活动不大方便而没有穿。
2月18日，“青金石”号在日本海彼得大帝湾水域寻到救生筏，但上面已经没有失踪的中国船员，仅在发现无人汽艇的区域找到了大量写有遇险船只名称的桌椅、木板等碎片。2月19日晚，“青金石”号停止搜寻失踪中国船员，启程返回位于符拉迪沃斯托克的基地。截止2月20日上午，营救工作还在继续展开，俄罗斯太平洋舰队派出一架飞机和一艘海事艇在失事海域搜寻，但搜救行动中没有发现遇险货船和船员尸体。2月20日，俄罗斯符拉迪沃斯托克海上协助救助中心发布消息通报了搜救结果。
3月28日，有遇难中国货船船员遗体在日本本州岛沿岸被发现。

## 事后发展
2009年2月15日沉船后，俄罗斯官方媒体报道，俄罗斯远东交通运输检察院代表称“新星”号沉船原因是遭遇风暴。随后《海参崴每日新闻》报道称“新星号”涉嫌走私，俄罗斯边防军出动军舰对其拦截，并向“新星号”货船开火，前后射击近500发炮弹，并冷眼旁观船上人员死亡。事件发生后，中国外交部指示驻哈巴罗夫斯克总领馆立即与俄罗斯远东边防总局、俄罗斯外交部驻符拉迪沃斯托克代表处提出交涉，要求俄方认真、彻底、负责任地调查事故原因，善待遇救船员，并全力搜寻失踪船员。2月16日，中国驻哈巴罗夫斯克副总领事刘君国与同事带着羽绒服在纳霍德卡港等候获救中国船员上岸。获救中国船员上岸后被临时安置到纳霍德卡市区的中资企业远东大厦。当地华人为三人捐献了食品和衣服。
2月18日上午8点45分，遇难中国船员的32名亲属聚集在俄罗斯驻华使馆门口，向俄方要求赔偿，后经中国警方说服散去。2月18日，中国媒体介入报道，并迅速点燃舆论。2月18日下午，吉瑞祥事故应急小组成员到达海参崴，在当地华侨的帮助下赶到中国领事办公室，并从领事人员处获知三名幸存中国船员的状况。2月19日，海参崴古领事将应急小组成员送往远东大厦，并协调看守的俄罗斯边防军让吉瑞祥方人员与幸存船员见面。2月19日，吉瑞祥代表与海运代理Oleg方见面，并在俄罗斯边防军人员在场的情况下进行交谈。此前吉瑞祥方曾听说已发现2具遇难者遗体，此时方确认并无尸体被找到。2月19日，俄媒公布“新星”号遭到炮击后画面，显示货轮船首水线下遭到俄炮艇射击，被认为是导致货轮沉没的诱因。2月19日，俄罗斯滨海边疆区检察院立案调查“新星”号沉船事故。哈巴罗夫斯克军事检察院和滨海边疆区交通运输检察院成立了专案调查组，依据俄罗斯刑事法典，对造成2人死亡以上的案件进行刑事立案调查。三艘边防巡逻艇和艇上所有人员在事发后就作为刑事机密被隔离起来，不再接受媒体采访。
2月19日，中国外交部副部长李辉紧急约见俄罗斯驻华大使谢尔盖·谢尔盖耶维奇·拉佐夫，就俄军舰炮击挂塞拉利昂旗的“新星”号货轮，致使该船沉没、7名中国籍船员失踪事进行交涉。李辉表示，中方对发生此事件感到震惊，表示严重关切。此次事件的细节虽需进一步调查，但俄方炮击民用商船、对落水船员施救不及时、长时间未向中方提供调查结果，中方对此不能接受并表示强烈不满。同日，中国外交部领事司负责人就此事再次向俄罗斯驻华使馆公使衔参赞提出紧急交涉。2月19日，中国交通运输部海事局常务副局长刘功臣称据俄方反馈，俄方仅在货船离开时鸣枪示警，货船在后来又行驶了两天才沉没，是否为被俄罗斯军舰击沉尚无法确定，且认为称此船为中国货船表述也不准确的。
2月20日，中国驻俄罗斯哈巴罗夫斯克总领事孙立杰、副总领事刘君国到纳霍德卡看望3名获救中国船员。三人身体状况良好，情绪稳定。2月20日，俄罗斯外交部发言人涅斯捷连科公布了开火的细节，并称“新星”号船长应对事故负全部责任。2月20日下午，中国外交部欧亚司司长张喜云向俄驻华使馆公使衔参赞莫尔古洛夫提出交涉，表示中方对俄外交部发言人2月20日就“新星”号事件的表态无法理解、不能接受，并再次强调中方的各项有关要求。
2月21日，船长阿迪发表声明否认自己有过失，称躲避追逐、无视警告信号、向船员提供充气筏的人都是水手长，“水手长是船主的亲戚，他们保持着联系。”
2月23日，俄罗斯滨海边疆区边防总局公布搜救录像，事件海域风浪的确不小。查阅俄罗斯海事气象中心2月15日失事海域的气象情况，也与此前奥库涅为奇的说法一致。对于为何未将遇难者尸体捞起，俄边防总局相关负责人表示，当时天气条件恶劣，救援者爬到救生筏上搬尸体太过危险。2月23日，吉瑞祥就俄方立案调查该船船长发表声明，称俄政府有关部门歪曲事实、混淆视听，只想推卸责任。
2月24日，外交部发言人马朝旭在例行记者会上称中方对“新星”号货轮事件表示严重关切，俄方已表示将尽快向中方通报事件的调查情况，中方期待着俄方通报对此事的调查结果。2月24日，俄罗斯“新星”号专案调查组组长、符拉基沃斯托克海上交通运输检察院检察长朱可夫向媒体表示，包括3名获救中国船员在内的“新星”号货船成员被认定没有刑事责任，3名中国船员待正式结案后就能回国；印尼籍船长在遇险过程中处理得当、组织人员撤离有序、发出求救信号及时，同样没有触犯海上运输法律。但俄罗斯哈巴罗夫斯克军事检察院于2月24日根据《俄罗斯联邦刑法典》第322条第1款（非法穿越俄罗斯联邦国界）对船长纳兹维拉·阿迪进行刑事立案；按照该条款规定，船长最高可能被判两年有期徒刑。2月24日下午，正在纳霍得卡一家医院就医的船长阿迪被俄方逮捕。三艘被隔离调查的俄罗斯巡逻艇官兵原本要2月25日结束调查，但在俄方发表书面声明称俄巡逻艇在执法过程中的作为合理合法，没有过度后也提前回到工作岗位。
2月24日，吉瑞祥船务(香港)有限公司再次发表关于“俄罗斯击沉‘新星’轮事件的声明”称，俄罗斯军方用武力打击货船，导致8名船员失踪。俄方严重违反海上人命救助公约和国际惯例，对8名船员遇难负有百分之百的责任；并要求俄方尽快追究俄方肇事者的法律责任，全面展开相关赔偿工作。俄方却表示，“新星”号违规在先，开火时仍在俄罗斯200海里专属经济区内。根据媒体报道，船主通宇船务已向吉瑞祥提出了索赔要求，初步决定要求吉瑞祥按船的造价2000万元赔偿。而吉瑞祥也已聘请山东文康律师事务所的三名律师为法律顾问，计划于俄方协商解决，但尚未开始谈判，若通过法律途径解决，吉瑞祥将需要聘请俄罗斯律师，通过俄法院向俄边防部门或者政府索赔。2月24日，香港海員工會等组织日在俄羅斯駐港領事館前示威，抗議俄軍漠視船員安全。
2月25日，获救的3名中国船员在凌晨离开纳霍德卡港，由俄罗斯符拉迪沃斯托克乘飞机启程回国，中国驻哈巴罗夫斯克副总领事刘君国等到机场送行。同日，三人经北京返抵青岛流亭国际机场。3月5日，中国驻俄罗斯大使表示沉船事件不会影响中俄关系。4月21日，俄罗斯纳霍德卡法庭以非法穿越俄边境为由，判处“新星”号船长入狱3个月。
5月26日，俄罗斯联邦安全局滨海边疆区边境管理局局长弗拉基米尔·拉基佐中将在符拉迪沃斯托克举行的新闻发布会上宣布，8名俄罗斯边防警卫因拦截“新星”号和营救其船员根据俄罗斯联邦总统令获得勋章和奖章，并将飞往莫斯科于5月28日获得授奖。
2013年5月，《重庆青年报》记者再次采访此事，从幸存中国船员家属处获知，在俄罗斯遇难的船员获得吉瑞祥公司8-10万元的赔偿，幸存船员未获得任何赔偿，吉瑞祥曾试图向俄方索赔，最终没有任何结果。曾被吉瑞祥授权处理此事的律师事务所表示“此事后期完全没有参与”。记者根据对业内人士采访，认为吉瑞祥公司事实上是中国内地人在香港注册的船运公司，实际运作在内地城市，租船人CIISC公司可能是中国内地人为了避税或者规避国际航运风险而在海外注册的空壳公司。

## 相关
曾有媒体报道称，俄方向“新星”号开火是因为该货船涉嫌货物走私。吉瑞祥公司表示“该船出港时是空船，不可能走私。”“新星”号船主曾在声明中指责俄边防部队对俄媒体诬称该船因载有走私货物而遭到俄有关机关扣押。据凤凰卫视驻俄罗斯记者卢宇光调查，在各家俄媒对该事件的报道中并未提及“‘新星’号是走私船”，俄媒也多在讨论俄罗斯边防炮艇击沉中国货轮是否应该负法律责任。
根据国际运输工人联合会监察员彼得·奥西昌斯基称，因“新星号”货船在俄罗斯边境以外被击沉，且船员的逃生工作也是由印尼籍船长阿迪在俄罗斯境外领导的，俄罗斯权利维护组织无法对阿迪在逃生过程中是否违反了安全准则造成数名船员丧生进行调查。“新星”号船长也无法因此在俄罗斯境内受审。根据船长阿迪向奥西昌斯基称，在逃生行动开始前，他们曾经与俄罗斯边防军人进行过谈判，但船员自己坚持要求待在船上，在交涉时阿迪一再受到来自船公司老板以及公司代理的压力，因此船员们在逃生时一直笼罩在恐慌的情绪中。因而阿迪仅因触犯非法越境的法律规定而被捕，对于船长是否安全指挥船员逃生的调查证据并不充分。
吉瑞祥曾为“新星”号投保船壳险，保险公司可以支付因自然灾害或责任事故所造成的船舶全部或部分损失，但索赔程序复杂。吉瑞祥事故应急小组负责人史中明向媒体称，将尽全力妥善处理遇难家属的安置工作，下一步再向责任相关方索要赔偿。吉瑞祥法律顾问呼吁中国政府积极参与索赔诉讼。

## 备注
1. ↑  一说为俄罗斯Prodprogramma-Impuls食品公司收货人[4]
2. ↑  曾有媒体报道索赔金额为1230万卢布[13]
3. ↑  一说为上午11时许[3]
4. ↑  一说“新星”号发出SOS求救信号的时间是在2月15日上午7点43分[10]
5. ↑  一说当时环境温度只有零下5-8度[20]
6. ↑  一说最高可判7年[33]